# 草津漁港

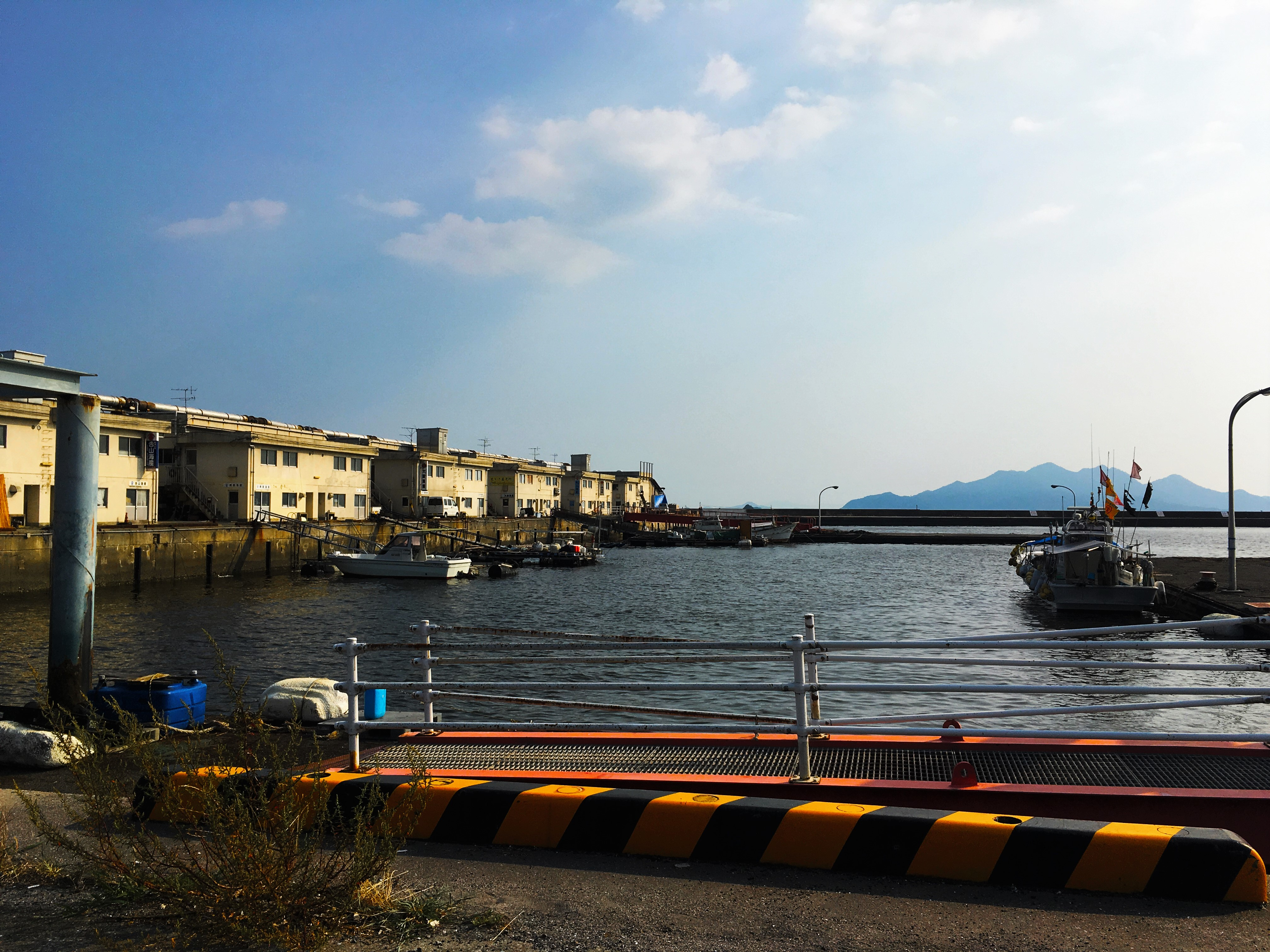
広島市中央卸売市場から見た草津港

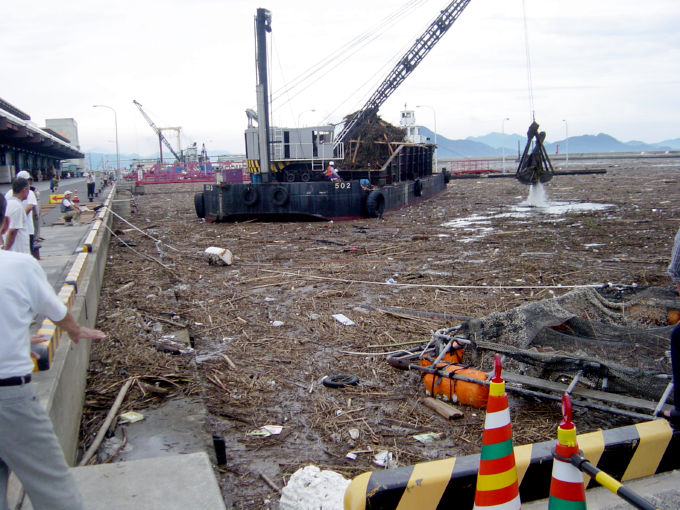
広島市草津漁港の台風被害 2005年9月10日

草津漁港（くさつぎょこう）とは、広島市西区草津港（ここでは町名）にある市内最大の漁港で、カキの養殖の発祥の地である。

## 概要
かつての漁港は、国道2号線沿いにあったが、商工センター（西部開発事業）の開発による広島湾の埋め立てで、港が現在地に移った。地元では神武天皇がかつての草津港を整備させたという言い伝えがある。

## 流木
しばしば、広島湾内の流木が集まり港内が閉塞する。1999年6月29日には6.29豪雨災害の集中豪雨により、2005年の台風14号では、太田川放水路などから流木などが流れてきて漁港としての機能が低下した。